# Danh sách tác phẩm của Lev Tolstoy

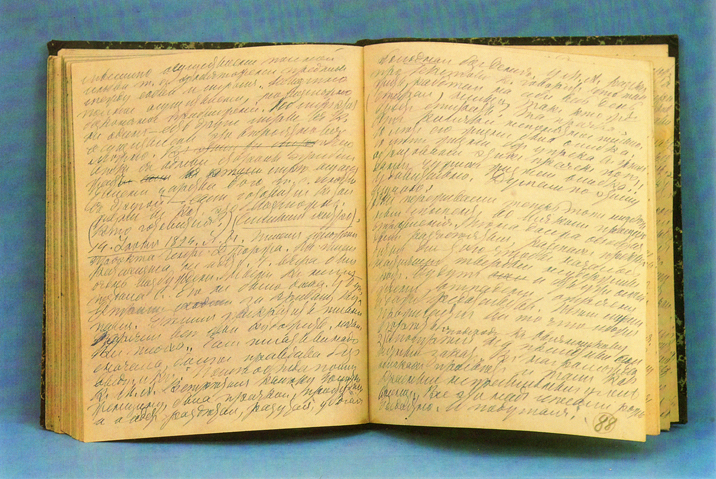
Một trang nhật ký của Lev Tolstoy (1891 - 1895)

Dưới đây là danh sách các tác phẩm của Lev Tolstoy:

## Dịch thuật
- Một chuyến đi đầy xúc cảm qua Pháp và Ý

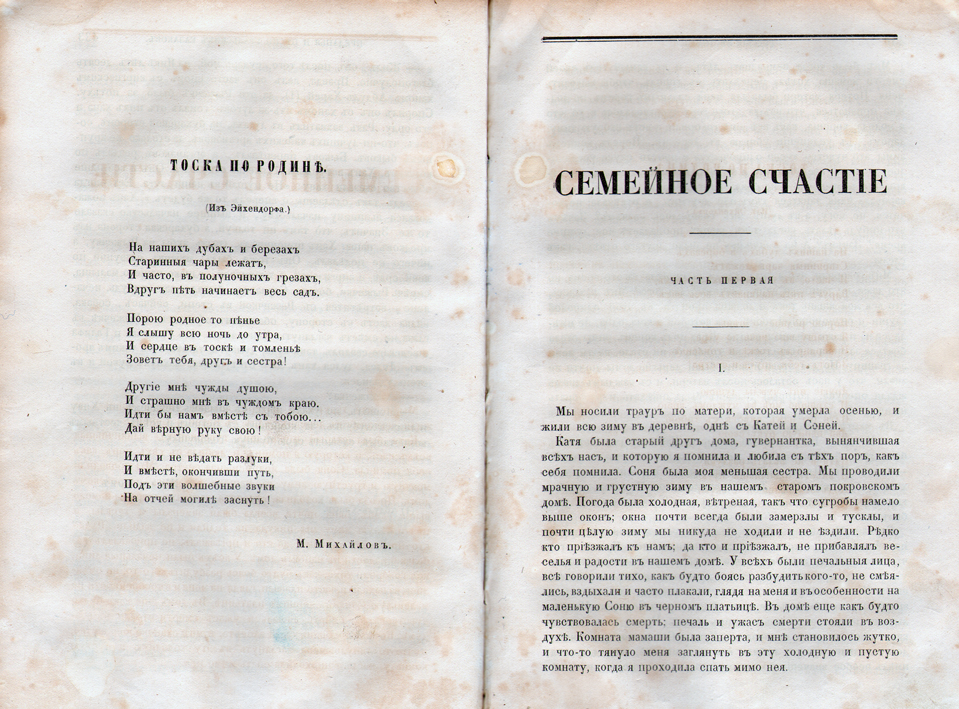

## Bút ký
- Những mẩu chuyện Sevastopol
- Một người cần bao nhiêu ruộng đất ?
- Tôn giáo của tôi
- Vương quốc của Chúa là ở bên trong bạn
- Tóm tắt Phúc âm

## Truyện ngắn

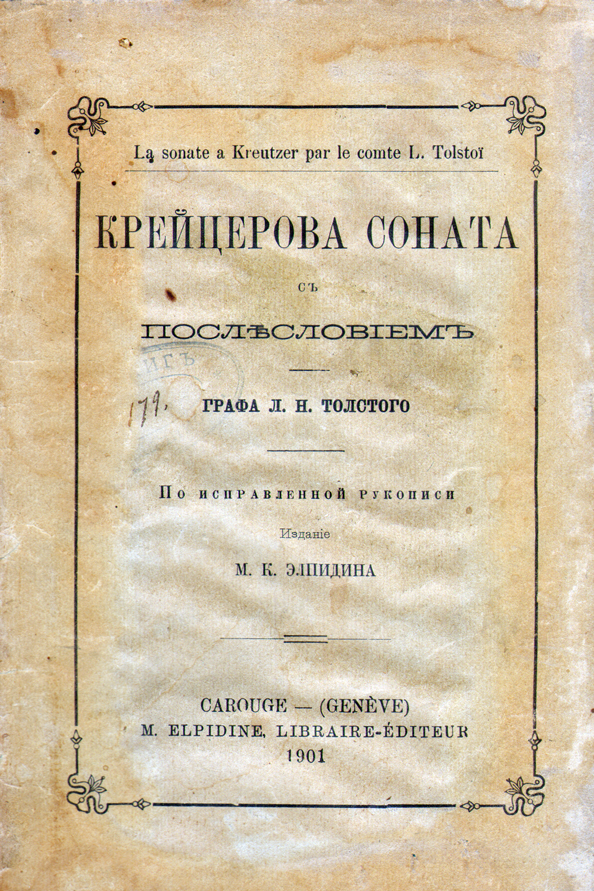
Bản sonata Kreytser (bản in năm 1901)

- Một lịch sử của ngày hôm qua (1851)
- Lucerne (1857)
- Ba cái chết
- Kholstomer
- Một cuộc xưng tội
- Hadji Murat
- Cái chết của Ivan Ilyich
- Giám mục Sergy (1898)
- Ba câu hỏi

## Tiểu thuyết
- Thời thơ ấu (1852)
- Thời niên thiếu (1855)
- Thời thanh niên (1856)
- Người Kazak (1863)
- Chiến tranh và Hòa bình (1865)
- Anna Karenina (1877)
- Con người sống bằng gì (1881)
- Bản sonata Kreutzer (1889)
- Phục sinh (1899)

## Hình ảnh

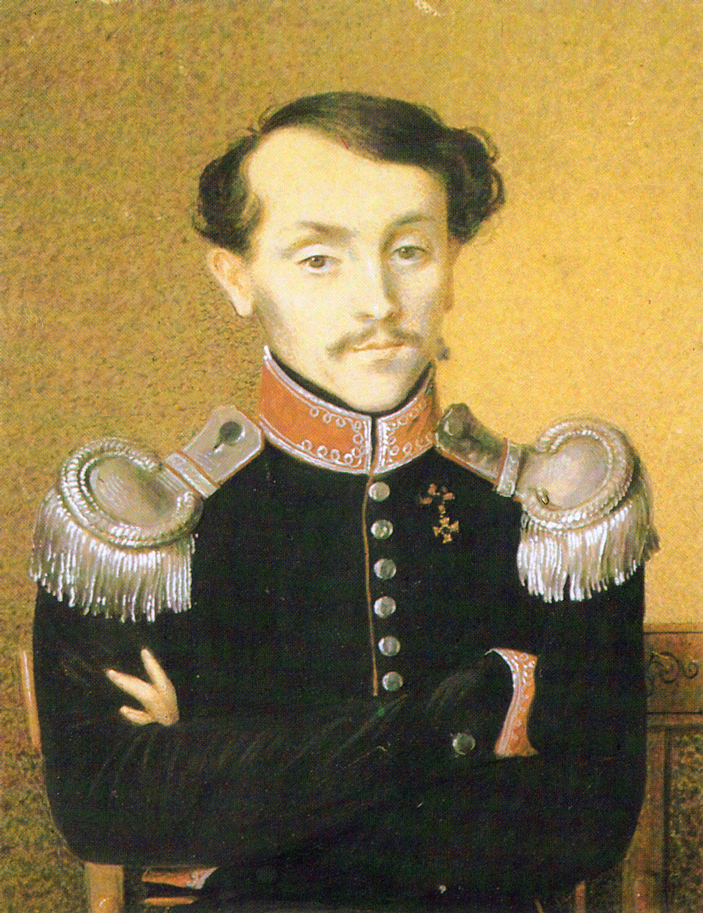
Nikolai Ilyich Tolstoy - cha của Lev Tolstoy (tranh vẽ năm 1820)
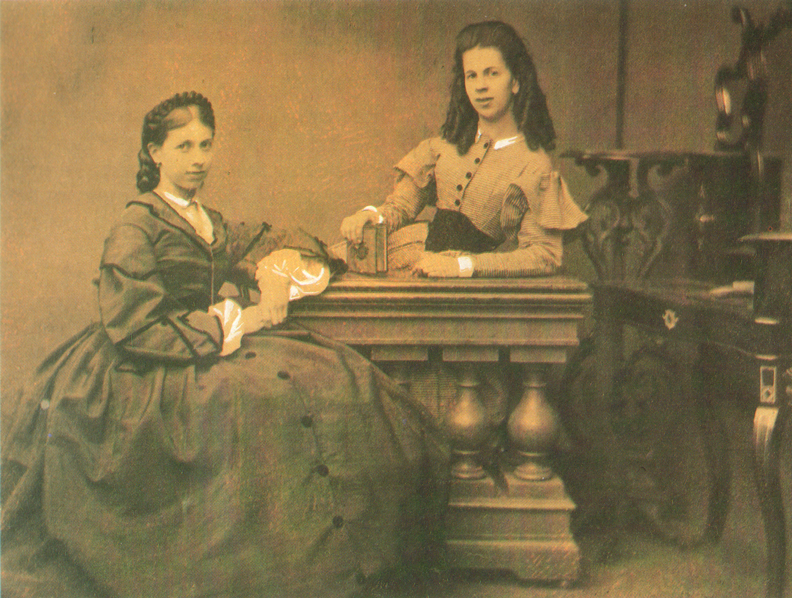
Chị em nhà Bers (1860)
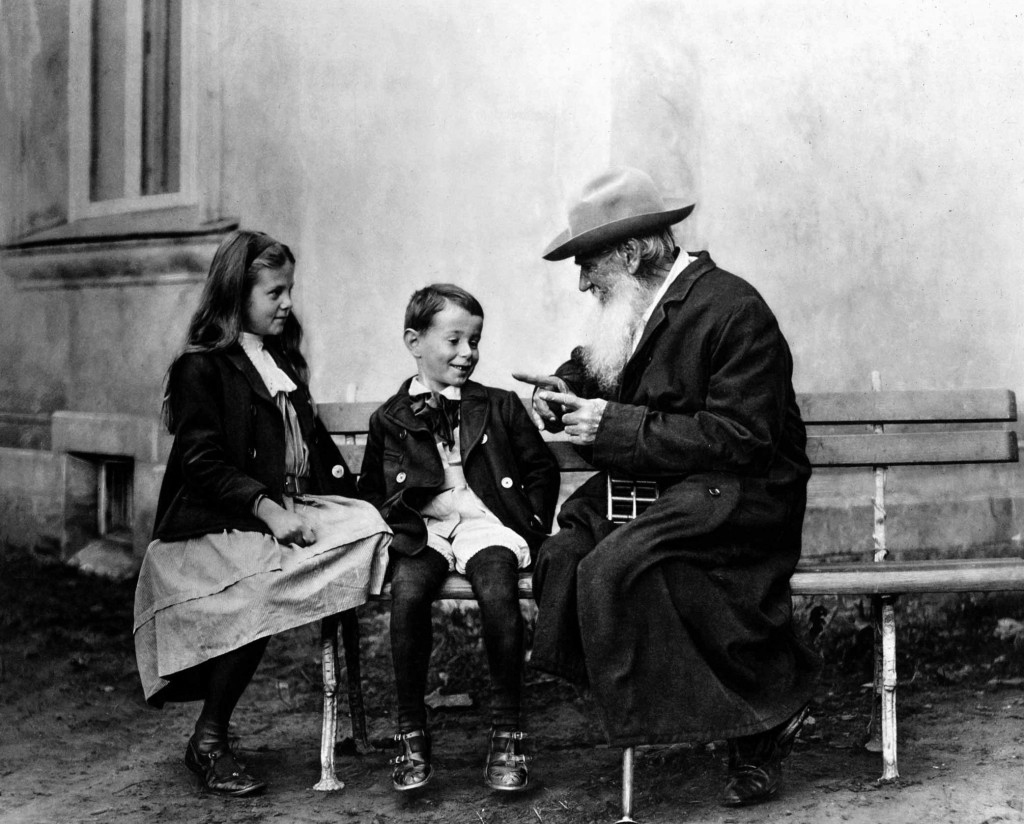
Lev Tolstoy đang kể chuyện cổ tích cho các cháu

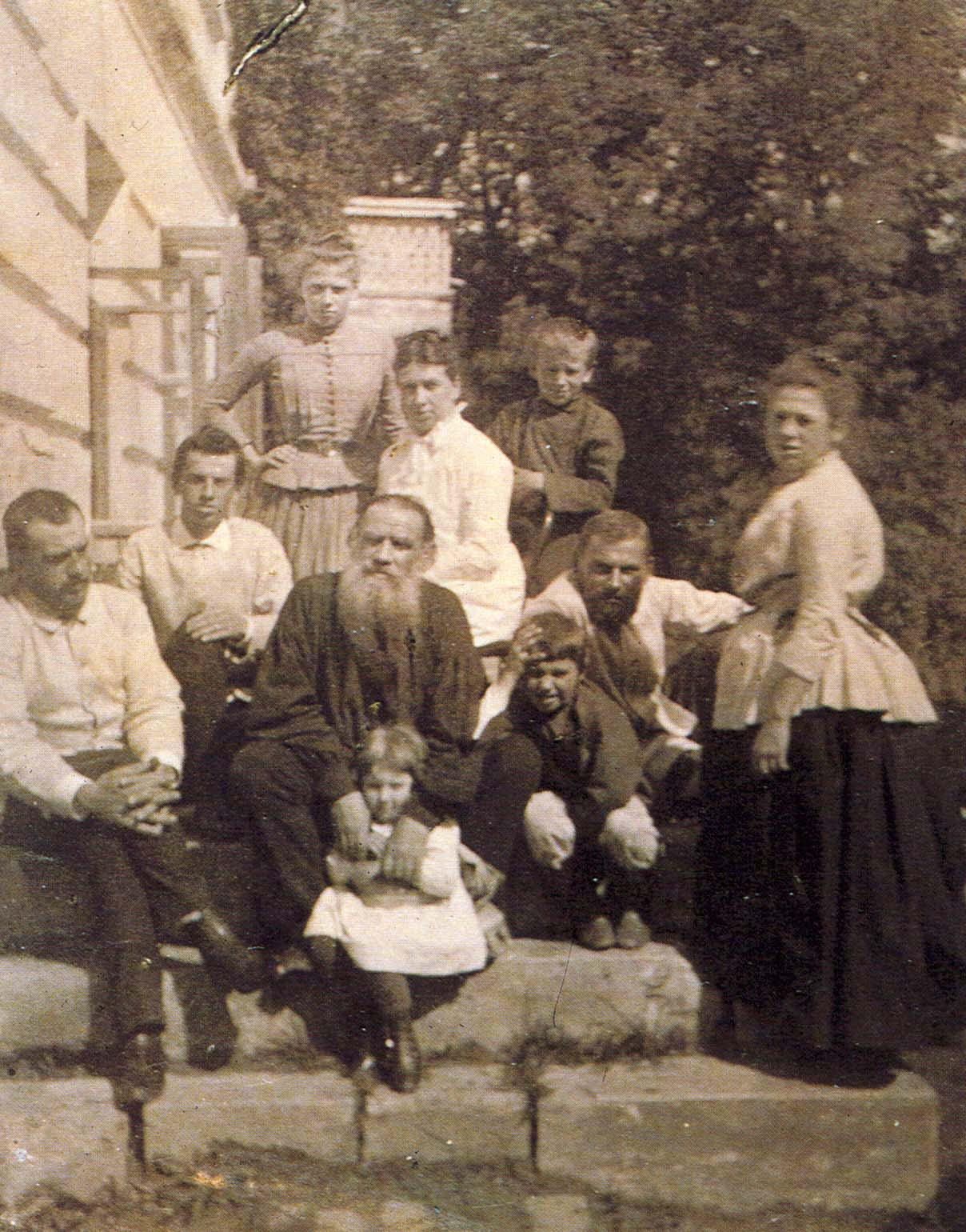
Gia đình Tolstoy (1887)
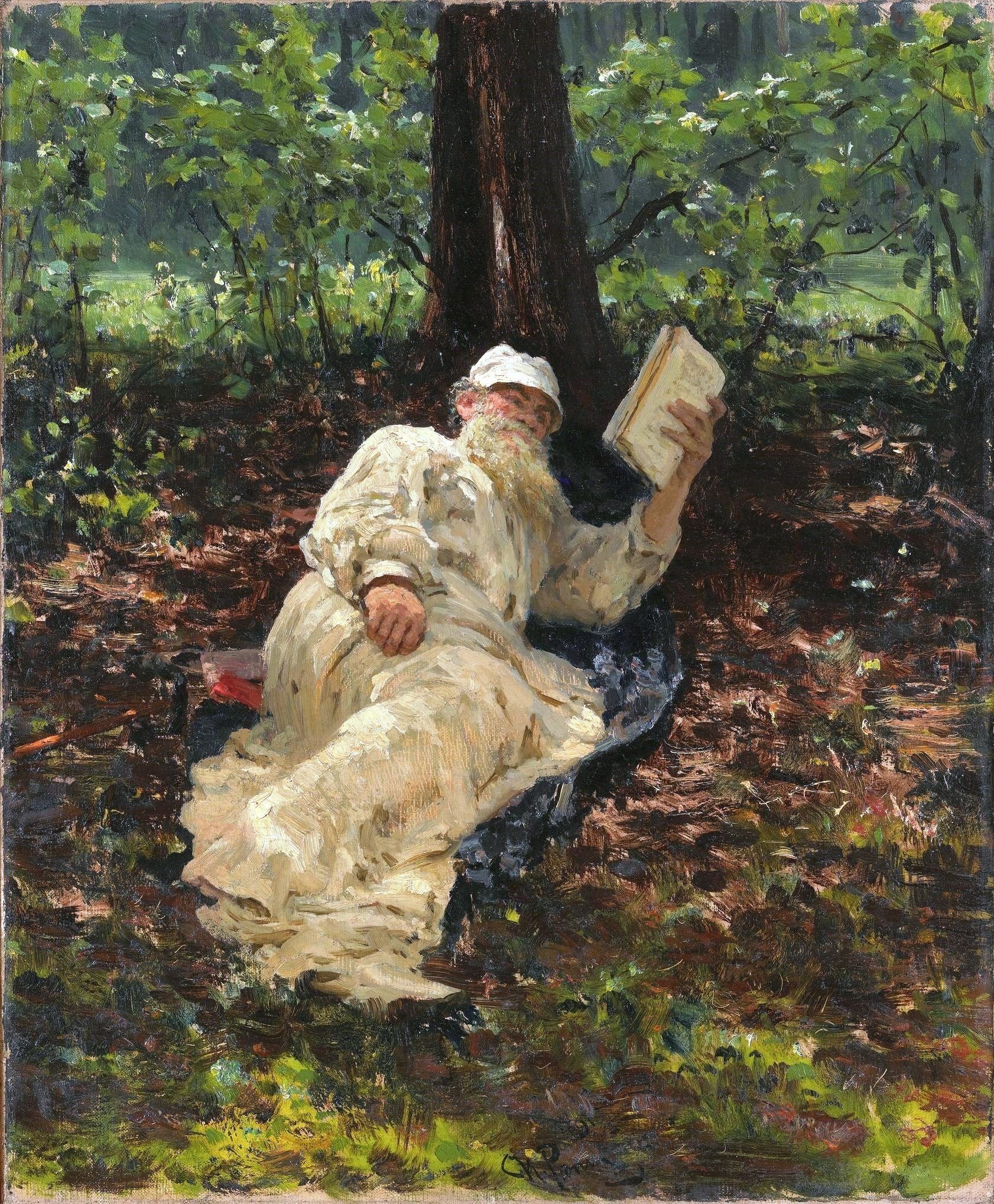
Lev Tolstoy (tranh của Ilya Repin, 1891)
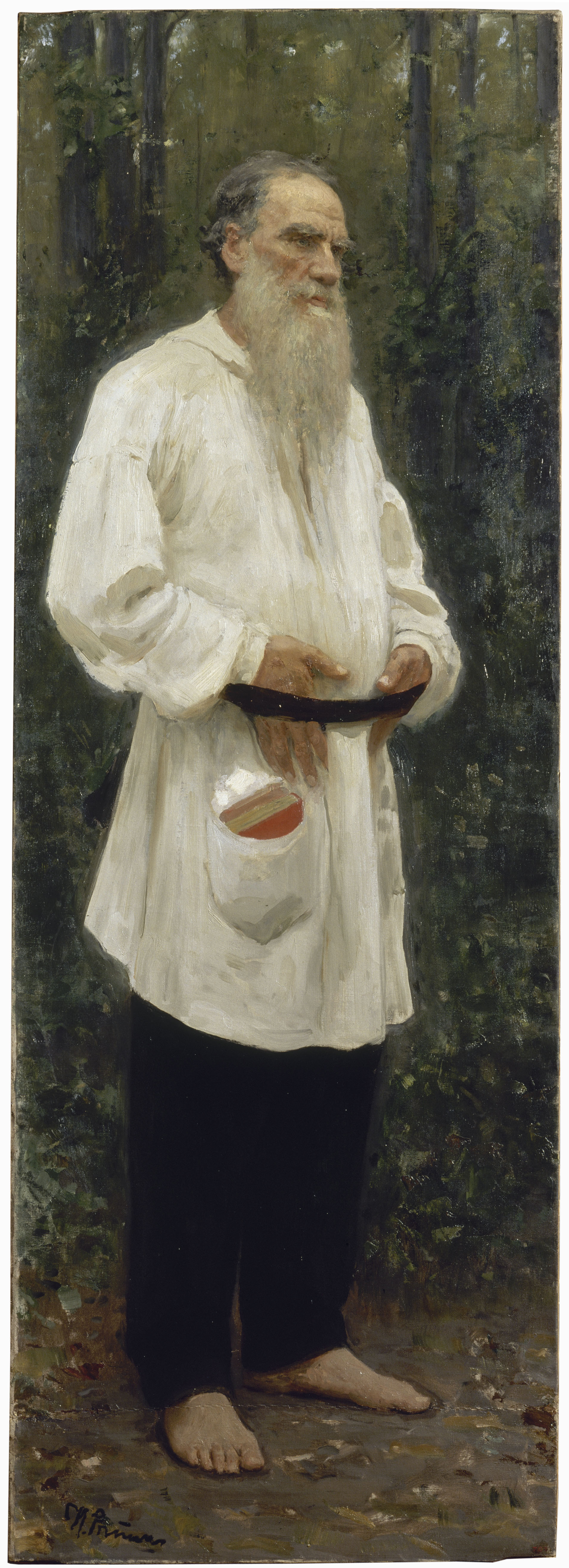
Lev Tolstoy (tranh của Ilya Repin, 1901)

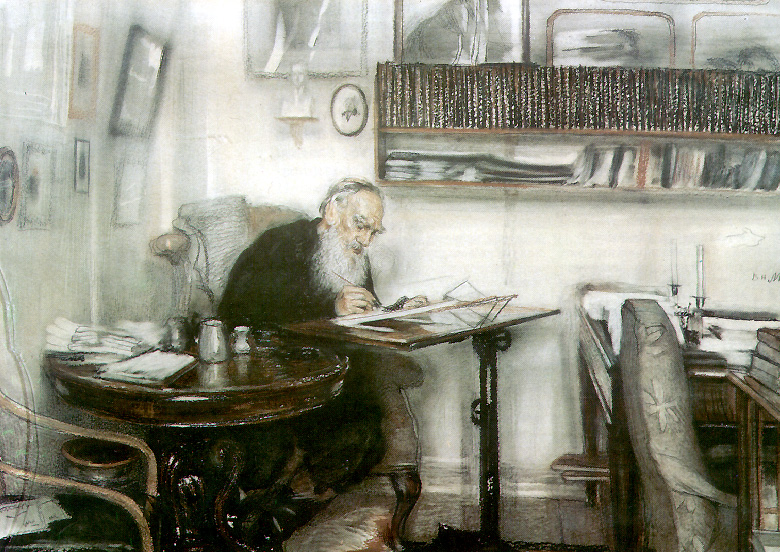
Lev Tolstoy (tranh của Vasily Meshkov, 1910)
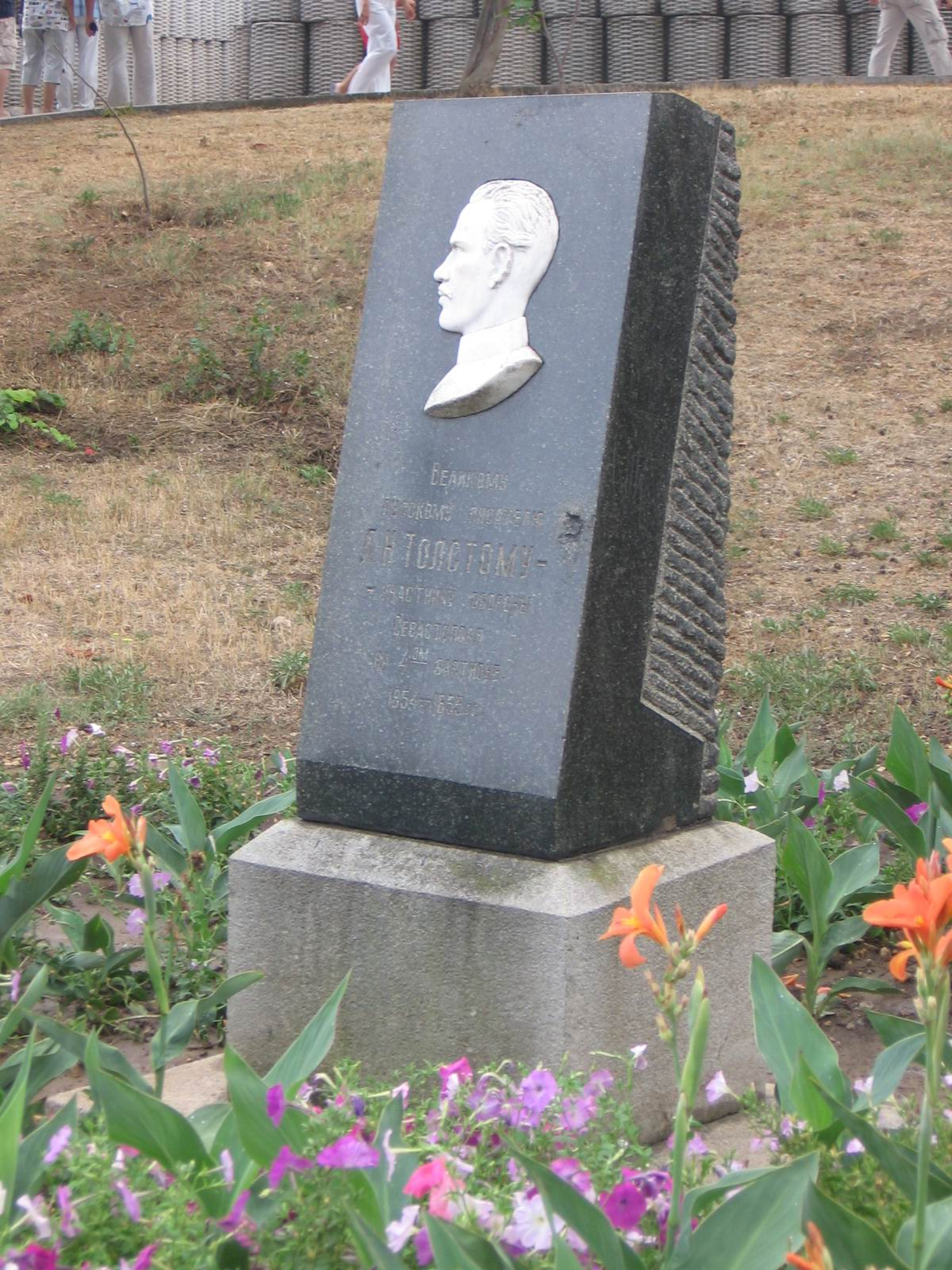
Bia tưởng niệm Lev Tolstoy ở Sevastopol
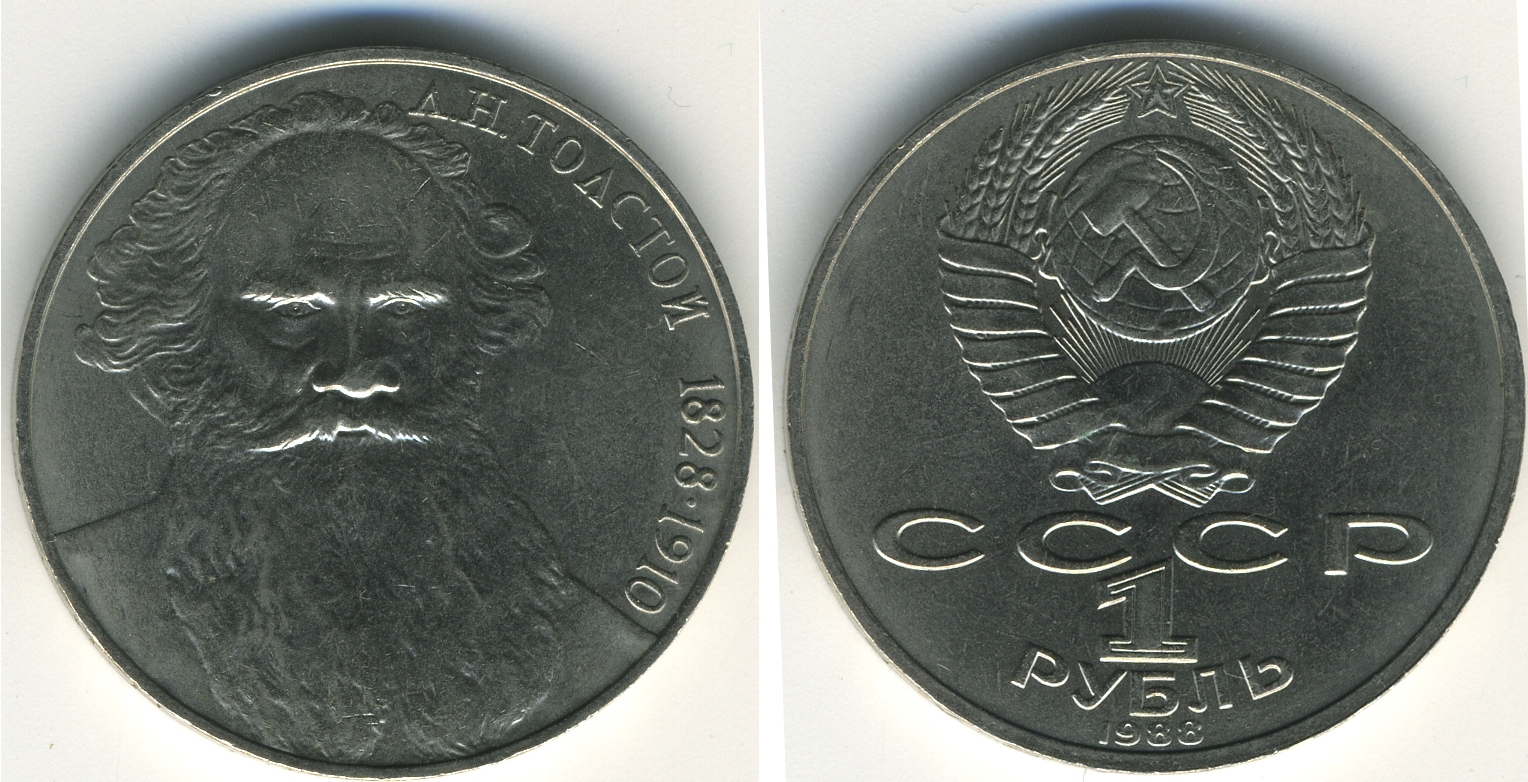
Tiền xu kỷ niệm (Liên Xô, 1988)